# 神户时装造型大学短期大学部
神户时装造型大学短期大学部（日语：／ Kobe Fashion Zōkei Daigaku Tanki Daigakubu *）是過去一所位于日本兵库县明石市的私立短期大学。2013年正式廢校。

## 概要

### 简介
- 学校最早可以追溯到1937年[1][2]。短期大学为于1967年开办[3]、由学校法人福富学园经营。开始招収男学生从1969年[3]。招生到2009年[2]。

### 历史
- 1967年 明石女子短期大学成立并同时设置服饰学科[3]。
- 1969年 改校名为明石短期大学、开始招収男学生[3]。
- 1970年 两个学科（教养学科、设计美术科）成立[3]。
- 1989年 冈部三千代命案（明石短期大学一年级的女学生冈部三千代（18歳）不幸遭杀害弃尸的犯罪案件）[4]。
- 1990年 改校名为神户文化短期大学[3]。
- 1992年 福冨芳美（第一代短期大学校长）死去。
- 2003年 专科造型专攻成立[3]。
- 2004年 两个学科（教养学科、设计美术科）和专科造型专攻各自招生最后[2]。次年停止招生。
- 2006年 今年3月31日两个学科（教养学科、设计美术科）停办[2][5]。
- 2008年 改校名为神户时装造型大学短期大学部[2]。
- 2009年 短期大学招生最后。次年停止招生[2]。
- 2011年 停办。

## 学校环境
- 校区：在了兵库县明石市

## 历任校长
- 福富芳美：第一代短期大学校长[3]
- 福富昌佑：就任于1992年[3]

## 组织

### 学科
- 服饰学科[6]
- 教养学科[注 1][7]
- 设计美术科[注 1][8]

### 专科
| - 造型专攻 |

### 业余课程
| - 没有 |

## 相关链接
- 日本短期大学列表
- 神户时装造型大学：已停办